# Замалек (футбольний клуб)
Спортивний клуб «Замалек» (араб. نادي الزمالك للألعاب الرياضية) — єгипетський футбольний клуб з Гізи. Домашні ігри команда проводить на Міжнародному стадіоні Каїра місткістю 74 100 чоловік.

## Історія
«Велике каїрське протистояння» команд «Аль-Аглі» і «Замалек» вважається одним з найбожевільніших футбольних дербі світу. У день гри життя в місті практично зупиняється. Містом відбуваються безперервні сутички фанатів протиборчих угруповань, які не може зупинити навіть поліція, а будь-який погляд, може перетворитися в масштабну бійку. Через цю ситуацію клуби грають дербі тільки на нейтральному полі, а матчі судять іноземні арбітри.

## Досягнення
- Чемпіон Єгипту (14) : 1959-60, 1963-64, 1964-65, 1977-78, 1983-84, 1987-88, 1991-92, 1992-93, 2000-01, 2002-03, 2003-04, 2014-15, 2020/21, 2021/22
- Володар кубка Єгипту (22 повноцінних титули, 2 розділені з «Аль-Аглі» у 1943 і 1958) (24) : 1922, 1932, 1935, 1938, 1941, 1943, 1944, 1952, 1955, 1957, 1958, 1959, 1960, 1962, 1975, 1977, 1979, 1988, 1999, 2002, 2008, 2013, 2014, 2015
- Володар Суперкубка Єгипту (4): 2001, 2002, 2017, 2020
- Переможець Ліги чемпіонів (5): 1984, 1986, 1993, 1996, 2002
- Володар Кубка володарів кубків: 2000
- Володар Суперкубка КАФ: 1994, 1997, 2003